# Belopoptsi
Belopoptsi (bulgariska: Белопопци) är ett distrikt i Bulgarien.   Det ligger i kommunen Obsjtina Gorna Malina och regionen Sofijska oblast, i den västra delen av landet, 40 kilometer öster om huvudstaden Sofia.
I omgivningarna runt Belopoptsi växer i huvudsak lövfällande lövskog. Runt Belopoptsi är det ganska glesbefolkat, med 30 invånare per kvadratkilometer.